# Danny Koevermans
Danny Koevermans (* 1. November 1978 in Schiedam) ist ein ehemaliger niederländischer Fußballspieler.
Seit seinem Karriereende ist der im Trainerstab beim FC Utrecht beschäftigt.

## Karriere

### Verein
Seine Karriere begann Koevermans beim Schiedamer Amateurverein Excelsior ’20. In der Saison 2000/01 gab er bei Sparta Rotterdam sein Debüt im Profi-Fußball. Bei Sparta wurde er ein torgefährlicher Stürmer und zählte zu den Topscorern der Eerste Divisie. Zur Saison 2005/06 unterschrieb er beim AZ Alkmaar, wo er nur zwei Spielzeiten blieb. 2007 folgte der Wechsel zur PSV Eindhoven. Schon in seiner ersten Saison dort konnte er mit den Rot-Weißen die niederländische Meisterschaft gewinnen. Koevermans konnte dabei 14 Tore zum Gewinn des Titels beitragen.
Am 29. Juni 2011 wurde sein Wechsel zum Toronto FC bekanntgegeben. Er gab sein Debüt in der Major League Soccer am 20. Juli 2011 gegen den FC Dallas.
Am 31. Januar 2014 wechselte er zum FC Utrecht. Am 20. März 2014 gab er sein Karriereende bekannt.

### Nationalmannschaft
Sein Debüt in der niederländischen Nationalmannschaft gab er im Alter von 28 in der Qualifikation für die Fußball-Europameisterschaft 2008 gegen Slowenien. Sein erstes Tor schoss er beim 1:0-Sieg gegen Luxemburg am 17. November 2007.

## Erfolge
- Niederländischer Fußballmeister mit PSV Eindhoven: 2008